# Darmstadt
Darmstadt és una ciutat a l'estat de Hessen, a Alemanya. Té una població de 149.052 habitants (2011). Amb l'àrea metropolitana sumen 430.993.
La ciutat és el centre del Jugendstil, un estil artístic i arquitectònic similar a l'Art Nouveau a França o al modernisme català.
És la seu del Centre Europeu d'Operacions Espacials.
Està agermanada amb les ciutats de Logronyo (La Rioja, Espanya), Graz (Àustria), Bursa (Turquia), Trondheim (Noruega), Plock (Polònia), Uzhhorod (Ucraïna), Brescia (Itàlia), Alkmaar (Països Baixos), Troyes (França), Chesterfield (Regne Unit), Saanen (Suïssa), Szeged (Hongria), Friburg (Alemanya) i Liepaja (Letònia).
Darmstadt té tres universitats:
- TUD (Technische Universität Darmstadt, universitat especialitzada en les facultats tècniques)
- H_DA (Hochschule Darmstadt, universitat de ciències aplicades)
- EFH (Evangelische Fachhochschule, universitat confessional per a infermeria i treball social)

Darmstadt té més de 30.000 estudiants.
Darmstadt és un centre de la indústria química. El seu renom com a centre de recerca va ser honorat quan el 2003 la IUPAC va decidir canviar el nom a l'element químic ununili oficialment en darmstadti.

## Persones il·lustres
- Heinrich Spangenberg (1861-1925) compositor i director d'orquestra.
- Christian Wiener (1826-1896) matemàtic i físic.
- Erika Köth (1927-1889) fou una soprano de coloratura.